# Переходи ЛЕП через Дніпро (Енергодар)
47°33′53″ пн. ш. 34°38′43″ сх. д. / 47.564828° пн. ш. 34.645386° сх. д.
Переходи ЛЕП через Дніпро — дві високовольтні лінії електропередачі, що мають напругу 330 кВ і 750 кВ та перетинають Каховське водосховище в Україні. Вони ведуть від енергогенеруючих підприємств міста Енергодара (Запорізька АЕС та Запорізька ТЕС) до промислових підприємств міст Запоріжжя та Дніпро.
ЛЕП «Запорізька ТЕС — Феросплавна» напругою 330 кВ було введено в експлуатацію у 1977 році одночасно з виходом на повну потужність Запорізької ТЕС. Її перехід через Каховське водосховище становить сім опор, п'ять із яких розташовані в акваторії водосховища. Висота опор становить 90 м, центральної — 100 м. Діаметр бетонного фундаменту опор становить 30 м при його висоті над водою (залежно від її рівня) 2—5 м. Відстань між опорами — 750—800 м.
ЛЕП «Запорізька АЕС — Дніпровська» напругою 750 кВ було споруджено 1984 року у зв'язку з будівництвом Запорізької АЕС. Її перехід через Каховське водосховище складається з п'яти опор, три з яких розташовані в акваторії Каховського водосховища; чотири опори проміжні, а центральна анкерна. Відстань між опорами — 1,2 км, діаметр їхнього фундаменту — 40 м. Опори будувалися напливним методом: у спеціально підготовленому доці споруджувалися плаваючі порожнисті фундаменти, усередині яких були тонкостінні залізобетонні конструкції, а на них ставилися опори. Перехідні проміжні опори заввишки 126 метрів, важать 375 тонн. Анкерна опора заввишки 100 метрів і важить 350 тонн.
На опорах обох переходів ЛЕП гніздяться численні баклани. У 2012 році було обстежено 4 опори переходу ЛЕП «Запорізька ТЕС — Феросплавна», на яких знайдено 320, 280, 200 та 100 гнізд, та 2 опори переходу ЛЕП «Запорізька АЕС — Дніпровська», на яких знайдено 190 та 150 гнізд; до опор, що знаходяться біля правого берега водосховища, доступу в обстежувачів не було.
За даними української компанії «Енергоатом», оператора Запорізької АЕС, у 2022 році в ході вторгнення Росії в Україну обидві ЛЕП були пошкоджені: 25 серпня через пожежу в золовідвалі Запорізької ТЕС було пошкоджено ЛЕП «Запорізька АЕС — Дніпровська», що проходить поряд із ним, через що обидва реактори Запорізької АЕС, що працювали на той момент, були тимчасово відключені від електромережі, але до вечора лінія була відновлена; 3 вересня цю ЛЕП знову було пошкоджено, а 5 вересня було пошкоджено і ЛЕП «Запорізька ТЕС — Феросплавна».